# Jacob von Sandrart
Pour les articles homonymes, voir von Sandrart.
Jacob von Sandrart, né le 31 mai 1630 à Francfort-sur-le-Main et mort le 15 août 1708 à Nuremberg, est un graveur sur cuivre, marchand d'art et éditeur à Nuremberg.

## Biographie

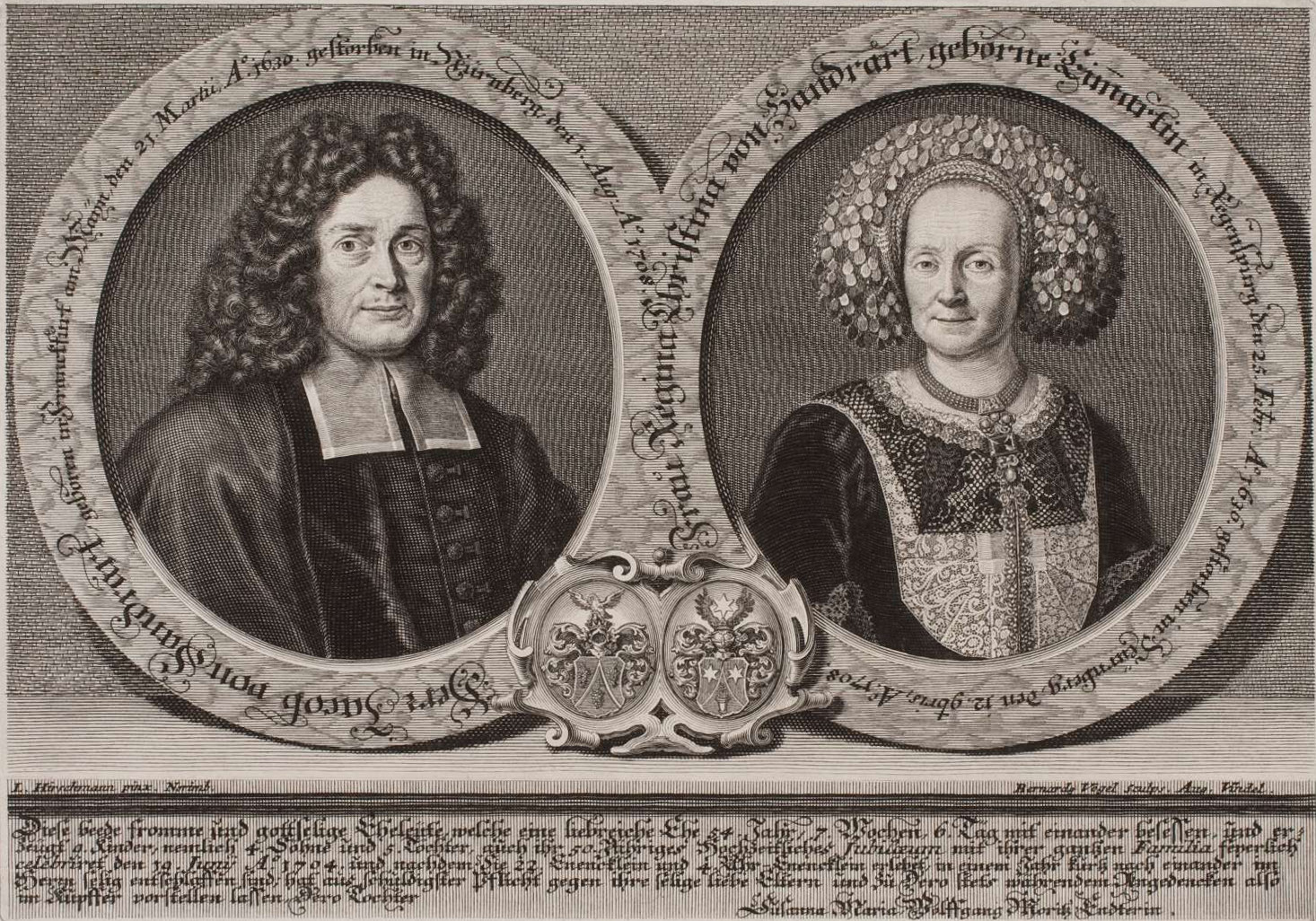
Jacob von Sandrart avec sa femme Regina Christina, à en juger par le texte de 1708.

Jacob von Sandrart naît le 31 mai 1630 à Francfort-sur-le-Main.
À l'âge de 10 ans, il reçoit son éducation de son oncle Joachim von Sandrart, qui se trouve alors à Amsterdam. Il se rend ensuite à Dantzig pendant quatre ans et, à partir de 1644, fait un voyage d'un an et demi à Ratisbonne via Toruń, Wrocław et Vienne. Le 10 juin 1654, il épouse Regina Christina Eimmart de Ratisbonne, fille du célèbre graveur et mathématicien Georg Christoph Eimmart l'Ancien. À partir de 1656, il vit en permanence à Nuremberg. En 1662, il y fonde la Maler-Akademie (académie des peintres), dont il est le premier directeur et qui existe encore aujourd'hui sous le nom d'Académie des Beaux-Arts de Nuremberg.
Les enfants de Jacob, Susanna Maria (1658-1716) et Johann Jacob (1655-1698), sont également célèbres en tant que graveurs. Ce dernier, en collaboration avec le graveur Christoph Weigel (1654-1725), réalise les dessins du Passio Domini de 1693, qui est publié à Augsbourg. 
Jacob von Sandrart meurt le 15 août 1708 à Nuremberg.

## Œuvre
- Kurtze Beschreibung Von dem Ursprung / Aufnehmen / Gebiete / und Regierung der Weltberühmten Republick Venedig / Mehrentheils den Jahren nach / und in Form einer kurtzen Chronick verabfasset / Wie auch eine kurtze Beschreibung der vornehmsten Griechischen Provintz und Pen-Insel Morea, Sambt der jetzigen Türckischen Krieges-Handlung / mit 50. Curiosen Kupffern von Land-Taffeln / Insulen / Städten und Vestungen / hervorgegeben und verlegt Von Jacob Sandrart / Kupfferstechern und Kunst-Händlern in Nürnberg. Im Jahr 1686.

Jacob von Sandrart était un artiste très productif. Au total, on connaît de lui plus de 400 gravures sur cuivre. En plus de ses activités pour les éditeurs de Nuremberg (Endter, Felsecker), il a également publié des ouvrages illustrés en auto-publication. Il s'est surtout fait un nom en tant que portraitiste de ses contemporains. La plupart de ses gravures montrent des contemporains plus ou moins importants de Nuremberg. Jacob von Sandrart était également le graveur le plus cher de la ville à son époque, il était très recherché en raison de son style réaliste de représentation.
Nombre de ces gravures ont été réalisées en collaboration avec le poète Sigmund von Birken, qui a écrit des vers pour accompagner les portraits. Il était très ami avec Birken, et il lui a également passé des commandes pour qu'il travaille sur des œuvres illustrées artistiquement. La Teutsche Academie der edlen Bau-, Bild- und Malereikünste de son oncle Joachim a été conçue par lui et Birken.